# آيدي براينت
ايدي براينت (بالإنجليزية: Aidy Bryant) مواليد (07 مايو، 1987)، ممثلة كوميدية أمريكية. إشتهرت بدورها في برنامج المنوعات الكوميدي ساترداي نايت لايف منذ (2012-الآن).

## نشأتها
ولدت براينت في مدينة فينيكس، أريزونا. والدتها جورجين تمتلك صالوناً يدعى فرانسيس في أريزونا. إرتادت براينت جامعة خافيير الاعدادية في 2005. أبدت براينت رغبتها بالتمثيل والمسرح عندما كانت بالمدرسة المتوسطة. تخرجت من جامعة كولومبيا، شيكاغو في 2009.
تواعد براينت كونير اومالي الذي يعمل كاتباً في برنامج اخر الليل مع سيث مايرز.

## حياتها المهنية
بعد تخرجها من جامعة كولومبيا، جالت براينت مع مجموعة «الطفل يريد الحلوى» الكوميدية الموسيقية. وقدمت مع مجموعة «آي. أو. شيكاغو» و «ذا سيكند سيتي». إنضمت إلى طاقم ساترداي نايت لايف في 15 سبنمبر، 2012. ظهرت براينت بدور متكرر في برنامج «كوميدي بانغ! بانغ!» على قناة "IFC".

### شخصيات قلدتها في ساترداي نايت لايف

ساترداي نايت لايف.

- أديل
- كاندي كراولي
- كيم ديفيس
- ماني باكياو
- ميغان ترينور
- ريبيل ويلسون
- واينونا جاد

## وصلات خارجية
- آيدي براينت على موقع IMDb (الإنجليزية)
- آيدي براينت على موقع ميوزك برينز (الإنجليزية)
- آيدي براينت على موقع قاعدة بيانات الفيلم (الإنجليزية)